# 吉野なお (モデル)
吉野 なお (よしのなお、1986年3月20日 - )は、日本のプラスサイズモデル。東京都出身。モデルネームは「Nao」。
2013年より日本初プラスサイズ女性向けファッション誌『la farfa』（ラ ファーファ）専属モデルとして活動中。
また、自身の摂食障害の経験、回復を元に、自己否定に悩む女性や、人々を包摂する社会の在り方として、社会から押し付けられる美の基準から自由になり、ありのままの自分を愛そうというボディ・ポジティブ等の多様性の訴え、自己イメージの回復に繋がるようなコラム執筆、YouTubeでの動画発信、ワークショップ開催などを行っている。
知らない人からの外見に対する心無いコメントへの自身の考えとして、他人の外見をバカにするよりも他人の役に立ちたいといった姿勢を発信している。